# Пашева (приток Смердьи)
Пашева — река в России, протекает по Холмогорскому району Архангельской области. Устье реки находится в 12 км по левому берегу реки Смердья. Длина реки составляет 14 км. Берёт начало из озера Долгого.

## Данные водного реестра
По данным государственного водного реестра России относится к Двинско-Печорскому бассейновому округу, водохозяйственный участок реки — Северная Двина от впадения реки Вага и до устья, без реки Пинега, речной подбассейн реки — Северная Двина ниже места слияния Вычегды и Малой Северной Двины. Речной бассейн реки — Северная Двина.
Код объекта в государственном водном реестре — 03020300412103000034512.